# Монархія Барбадосу
Барбадос  — колишня конституційна монархія і королівство Співдружності, королева Єлизавета II була главою держави, з офіційним титулом «Королева Барбадосу». Була представлена генерал-губернатором.
У вересні 2020 року уряд Барбадосу оголосив, що планує усунути королеву з посади глави держави до кінця листопада 2021 року. Монархія Барбадосу скасована 30 листопада 2021 року, коли Барбадос став республікою у складі Співдружності з президентом Барбадосу на чолі.

## Конституційна роль
Конституція Барбадосу 1966 року надала країні парламентську систему правління, подібну до інших держав Співдружності, де роль монарха й генерал-губернатора була як юридичною, так і практичною, але не політичною. Корона вважалася корпорацією, у якій декілька частин поділяли владу цілого, суверен перебував у центрі конституційної конструкції, що означає, що всі повноваження держави конституційно передавали монарху Барбадосу. Конституція вимагала, щоб більшість обов'язків королеви виконував генерал-губернатор, якого призначав монарх за порадою прем'єр-міністра Барбадосу.
Усі державні установи діяли під владою суверена; величезні повноваження, що належать Барбадоській короні, були відомі як Королівська прерогатива. Для здійснення королівської прерогативи не було потрібно схвалення парламенту; ба більше, згода Корони була необхідною, перш ніж будь-яка з палат парламенту могла навіть обговорити законопроєкт, що зачіпає прерогативи чи інтереси суверена.
Таким чином, уряд Барбадосу також офіційно називався урядом Її Величності. Крім того, конституція вказувала, що будь-яка зміна позиції монарха або представника монарха на Барбадосі вимагає згоди двох третин усіх членів кожної палати парламенту.

## Спадкування престолу
Спадкування престолу здійснювалося відповідно до Акта про престолонаслідування 1701 року зі змінами від 2011 року. Порядок престолонаслідування визначався за принципом абсолютної прімогенітури (відомої також як шведська система престолонаслідування), тобто престол передається по низхідній лінії незалежно від статі. Крім того, спадкоємець до моменту вступу на престол повинен був бути протестантом і складатися в євхаристійному спілкуванні з англіканської церквою, але міг вступати в шлюб із католиком.
Спадкоємцем престолу Королівства був Чарльз, принц Уельський, спадкоємцем другої черги — його старший син принц Вільям, спадкоємцем третьої черги — старша дитина принца Вільяма принц Джордж Кембриджський.

## Скасування монархії
30 листопада 2021 року Барбадоську монархію скасували. Дама Сандра Мейсон склала присягу як перша президент новоствореної Барбадоської республіки. У посланні до Мейсон королева надіслала привітання та побажала барбадосцям щастя, миру та процвітання в майбутньому. За запрошенням прем'єр-міністра Мії Моттлі, принц Уельський, як майбутній глава Співдружності, відвідав заходи та святкування Дня Республіки в Бріджтауні. Це був перший раз, коли член королівської сім'ї був присутній на переході королівства до республіки. Принца нагородили орденом Свободи Барбадосу, він узяв участь у громадських заходах.

## Королівський прапор
| Штандарт Єлизавети ІІ |
| Штандарт Єлизавети ІІ |

Єлизавета II мала особистий барбадоський штандарт, виконуючи обов'язки королеви Барбадосу. Вперше його використали, коли королева відвідала Барбадос 1975 року. Еталон складався з жовтого поля з фіговим деревом, давнім символом острова Барбадос, і національної квітки у кожному з верхніх кутів. Синій диск із літерою «Е», увінчаний гірляндою із золотих троянд, був на прапорі в центрі дерева.

## Титул
- англ. Elizabeth the Second, by the Grace of God, Queen of Barbados and of Her other Realms and Territories, Head of the Commonwealth

## Список
| Ім'я                              | Портрет | Роки правління | Примітки |
| --------------------------------- | ------- | -------------- | --- |
| Єлизавета II (англ. Elizabeth II) |         | 1966— 2021     | Дочка Георга VI, голова Співдружності націй, королева Австралії, Канади, Нової Зеландії, Антигуа і Барбуди, Багамських Островів, Барбадосу, Белізу, Гренади, Папуа Нової Гвінеї, Сент-Вінсент і Гренадин, Сент-Кіттс і Невісу, Сент-Люсії, Соломонових Островів, Тувалу та Ямайки. |